# Interaktionssystem
Das Interaktionssystem ist ein soziologischer Fachbegriff und wird als solcher vor allem in der soziologischen Systemtheorie nach Niklas Luhmann gebraucht. Innerhalb der Systemtheorie (auch: Theorie der sozialen Systeme) wird er oft synonym zum Begriff „Interaktion“ verwendet. Benutzt wird er in diesem Sinne auch von Dirk Baecker, Elena Esposito, Rudolf Stichweh, Peter Fuchs und weiteren Systemtheoretikern.
Mit Interaktionssystem wird hier ein temporäres System bezeichnet, das dadurch zustande kommt, dass „Personen“ (bei Luhmann „Alter“ und „Ego“) zusammenkommen und in einer face-to-face-Situation kommunizieren. Luhmann unterscheidet das Interaktionssystem von gesellschaftlichen Funktionssystemen, die immer eigene symbolisch generalisierte Kommunikationsmedien verwenden und sich durch Funktionale Differenzierung voneinander abgrenzen. Eine weitere Differenzierung zwischen gesellschaftlichen Funktionssystemen und Interaktionssystem liegt in der unterschiedlichen Stabilität: Ein Interaktionssystem kommt zustande und löst sich wieder auf.
Interaktionssysteme können unterschiedliche Komplexität entwickeln. Beispiele für Interaktionssysteme sind: Wartende an einer Haltestelle, eine Party, eine Massenschlägerei, Geschlechtsverkehr, die Situation von Gefangenen in einer Zelle, aber auch ein Gefängnisaufstand.
Der Begriff kann in der Soziologie auch außerhalb der Systemtheorie gebraucht werden.

## Begriffsfunktion
Die Grundkonstellation der Interaktion beschreibt Luhmann als „doppelte Kontingenz“; damit ist gemeint, dass weder Alter das Bewusstsein von Ego erfährt noch dessen Inhalte kennt, noch umgekehrt Ego das bzw. die von Alter. Die Frage, auf die der Begriff eine Antwort anbietet, ist also, wie unter der Bedingung der doppelten Kontingenz eine Kommunikation (dennoch) zustande kommt. System soll nun heißen, dass die Vergangenheit der Kommunikation eine bestimmte Zukunft wahrscheinlich macht (und andere Möglichkeiten ausschließt oder extrem unwahrscheinlich macht) und damit nicht jede Kommunikation innerhalb der Interaktion gleichsam mit Null beginnt. Der Begriff des Systems antwortet grundsätzlich auf die Frage, wie eine an sich unwahrscheinliche Unwahrscheinlichkeit in einem bestimmten Kontext eine wahrscheinliche Unwahrscheinlichkeit wird.

## Geschichte und Relevanz des Begriffs

### Begriffsgeschichte
Der Begriff Interaktion wurde zunächst prominent durch den Symbolischen Interaktionismus gebraucht und wurde dann von Erving Goffman ausgebaut. Es gibt – bei aller Unterschiedlichkeit der Theorie (Rollentheorie vs. Systemtheorie) – bei Luhmann und Goffman Ähnlichkeit in der Verwendung: er meint Kommunikation in Anwesenheit (face-to-face) Situation.
Es ist maßgeblich Goffman zu verdanken, die Kommunikation von Angesicht zu Angesicht in den Mittelpunkt einer soziologischen Forschung zu stellen. „Mein Grundinteresse“, schreibt Goffman „gilt der Untersuchung der persönlichen Interaktion als eines sich natürlich abgrenzenden, analytisch einheitlichen Teilgebiets der Soziologie“.
Um die Strategie des systemtheoretischen Begriffs zu verstehen, muss man sich zunächst klarmachen, was der Gegenstand der Soziologie ist. In der allgemeinen Vorstellung ist Gesellschaft „eine Ansammlung von Menschen“. Diese Vorstellung muss die Soziogie zurückweisen, um ihren Gegenstand zu definieren und sich von Anthropologie, Ethnologie und Psychologie abzugrenzen. Max Weber macht den Begriff des sozialen Handels stark und definiert dieses als eine Handlung, die auf einen anderen Menschen bezogen ist. Georg Simmel vermeidet den Begriff der Gesellschaft gänzlich und spricht lediglich von „Vergesellschaftung“, Émile Durkheim von „sozialen Tatsachen“, Niklas Luhmann von Sozialen Systemen (wobei er Menschen lediglich als Umwelt dieser begreift).
Auf die Frage, was der Gegenstand der Soziologie sei – bzw. wie „Gesellschaft“ (als Gegenstand der soziologischen Theorie) beschrieben werden kann – kann man zwei Herangehensweisen unterscheiden. Die eine – mikrosoziologische – Position (Max Weber, Alfred Schütz, Erving Goffman) geht von der Interaktion aus, die andere – makrosoziologische – (Emile Durkheim, Talcott Parsons) von der Priorität einer überpersonalen Struktur. Die erste Position schließt vor allem an Handlungstheorie und psychologische Ansätze an. Die zweite Position hat Bezüge zu der Linguistik von Ferdinand de Saussure und dem Strukturalismus und den Theorien des Ethnologen Bronisław Malinowski, der Philosophie Herbert Spencers und dem Funktionalismus.
Der Gegenstand des makrosoziologischen Ansatzes ist – so könnte man vereinfachend sagen – die gesellschaftliche Struktur. Der maßgebliche Gegenstand des mikrosoziologischen Ansatzes ist die Interaktion.

### Relevanz
Die Besonderheit des Begriffs „Interaktionssystem“ ist, dass in ihm beide Ansätze zusammengedacht werden. Einerseits wird Interaktion und nicht Gesellschaft betrachtet, andererseits zeigt der Begriff des „Systems“ an, dass nicht vom Einzelnen, sondern von der Struktur ausgegangen wird.

## Kritik des Begriffs
- Der Begriff Interaktion bzw. Interaktionssystem grenzt sich von dem der Gesellschaft ab. Man könnte aber auch Interaktion (Kommunikation in Anwesenheit) und interaktionsfreie Kommunikation (Buch) unterscheiden. Damit bleibt manchmal unklar, ob mit dem Begriff ein Theorieansatz (also eine Betrachtungsweise) oder ein Gegenstandsbereich gemeint ist.
- Im Hinblick auf das Internet wird der Begriff zunehmend problematisch und verlangt eine neue Differenzierung. Die harte Unterscheidung von interaktionsfreier Kommunikation vermittels Buch (schriftlich, ohne Reaktionsmöglichkeit, in Abwesenheit, Rezipient bestimmt den Zeitpunkt der Rezeption etc.) und der Interaktion (mündlich, Reaktionsmöglichkeit, in Anwesenheit, Sender bestimmt den Zeitpunkt der Rezeption), werden durch die neuen Medien zunehmend verwischt. Es kommt also zu einer Ausdifferenzierung der Interaktion. Gerade in dieser Differenzierung wäre die Zukunft des Begriffs zu verorten und seine zukünftige Relevanz vorweg zu ahnen.